# Akodon aliquantulus
El Ratón diminuto (Akodon aliquantulus) es una especie de roedor en la familia Cricetidae .
Se lo encuentra en una pequeña zona de Argentina entre las coordenadas 26°42′S 65°22′O / -26.700, -65.367.